# Day-Elder Motor Truck Company

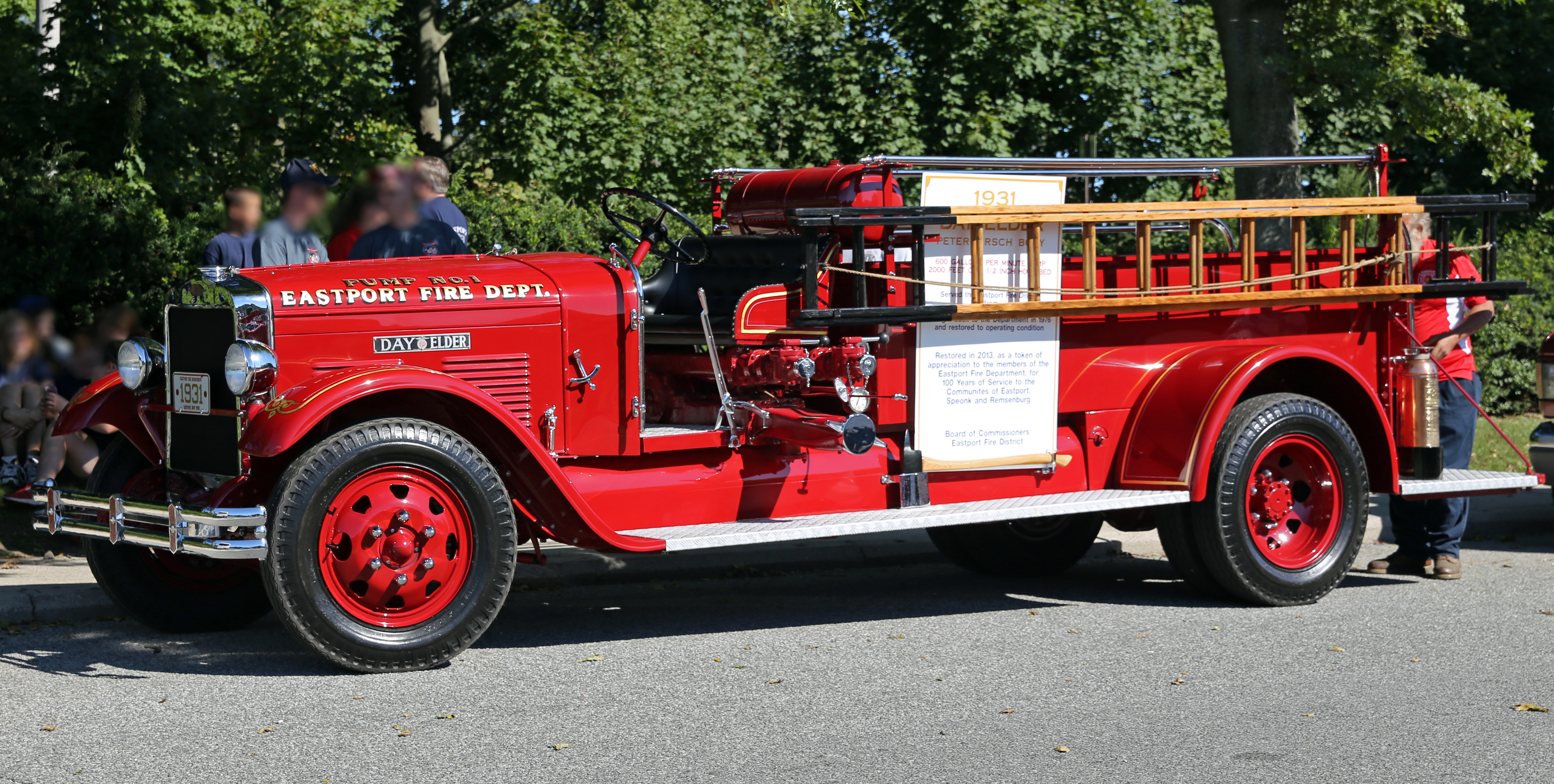
Day-Elder von 1931 als Feuerwehrfahrzeug

Day-Elder Motor Truck Company, vorher National Motor Manufacturing Company und Day-Elder Truck Company, war ein US-amerikanischer Hersteller von Nutzfahrzeugen.

## Unternehmensgeschichte
Das Unternehmen hatte seinen Sitz in Irvington in New Jersey. Es wurde 1921 und 1930 umbenannt. Es stellte zwischen 1919 und 1937 Nutzfahrzeuge her. Der Markenname lautete Day-Elder. In den 1920er Jahren wurden Fahrzeuge nach Kanada exportiert. 1925 war der Absatz am größten. Nach 1928 sanken die Produktionszahlen stark. Daraufhin erfolgte der Vertrieb nur noch in der näheren Umgebung wie New York City und New Jersey.

## Fahrzeuge
Viele Teile wurden zugekauft. Anfang der 1920er Jahre bestand das Sortiment aus sechs Lastkraftwagen, die zwischen 900 kg und 4500 kg Nutzlast boten. Die Vierzylindermotoren kamen von der Continental Motors Company und Buda. Eine Quelle nennt für 1921 das Model D mit 1,8 Tonnen Nutzlast, 432 cm Radstand, Vierzylinder-Continental-Motor mit 27,23 PS und Vierganggetriebe.
Für 1924 sind genannt: Model AN mit 1,5 amerikanische Tonnen, was 1,35 metrischen Tonnen entspricht, 325 cm Radstand und ein Buda-Motor, der mit 22,5 PS eingestuft war. Model B mit 2 Tonnen, 366 cm Radstand, Continental-Motor mit 22,5 PS. Model BN oder Model DN mit 2,5 Tonnen, 366 cm Radstand, Continental-Motor mit 27,2 PS. Model CN mit 3 Tonnen, 381 cm Radstand, Buda-Motor mit 28,9 PS. Model FN mit 4 Tonnen, 419 cm Radstand, Continental-Motor mit 32,4 PS. Model EN mit 5 Tonnen, 432 cm Radstand, Continental-Motor mit 36,1 PS.
1925 kamen Sechszylindermotoren dazu. Neu waren außerdem ein Lkw mit 5 bis 6 amerikanische Tonnen und ein Fahrgestell für Omnibusse.
1929 beschränkte sich das Motorenangebot auf Sechszylindermotoren von Continental. Sie wurden Super Service Sixes genannt. Auch sie boten 0,9 bis 5,4 Tonnen Nutzlast. Das Busfahrgestell war nun auch als Schnell-Lieferwagen erhältlich. Außerdem werden Lkw mit sechs Rädern genannt.
1930 wurden die Fahrzeuge überarbeitet. Als Nutzlast sind 1350 kg bis 7200 kg genannt. Der Bus hatte nun einen Motor von Hercules.
1937 standen sieben Lkw-Modelle zur Wahl. Sie hatten Sechszylindermotoren von Hercules. Model 76 mit 343 cm Radstand und 59 PS, Model 86 mit 472 cm Radstand und 68 PS sowie Model 111 mit 472 cm Radstand und 73 PS lagen im Bereich bis 2,5 Tonnen Nutzlast. Model 131 mit 518 cm Radstand und 94 PS, Model 161 mit 518 cm Radstand und 106 PS, Model 201 mit 518 cm Radstand und 106 PS sowie Model 241 mit 594 cm Radstand und 115 PS boten 3 bis 7 Tonnen Nutzlast.
Zwei erhaltene Fahrzeuge werden auf 1916 datiert, was laut Literatur nicht passen kann.